# Walter Munk
Walter Heinrich Munk, född 19 oktober 1917 i Wien, död den 8 februari 2019, var en österrikisk-amerikansk oceanograf, verksam inom fysisk oceanografi. Munk tog 1947 doktorsexamen i oceanografi vid Scripps Institution of Oceanography i La Jolla, Kalifornien, där han 1954 blev professor i geofysik och numera är professor emeritus.
Munk har mottagit flera priser. 1968 tilldelades han Royal Astronomical Societys guldmedalj och 1983 National Medal of Science. 2010 tilldelades han Crafoordpriset "för hans banbrytande forskning och grundläggande bidrag till förståelsen av oceanernas cirkulation, tidvatten och vågor samt deras roll i jordens dynamik".

## Utmärkelser
- Guggenheimstipendiet,  1948[7]
- Arthur L. Day-medaljen,  1965[8]
- Sverdrup Gold Medal Award,  1966[9]
- Royal Astronomical Societys guldmedalj,  1968
- Josiah Willard Gibbs-föreläsningen,  1970
- Alexander Agassizmedaljen,  1976[10]
- Maurice Ewing Medal,  1976[11]
- Utländsk ledamot av Royal Society,  8 april 1976[12]
- National Medal of Science,  1983
- Bakerföreläsningen,  1986
- William Bowie-medaljen,  1989[13]
- Vetlesen-priset,  1993
- Kyotopriset i grundforskning,  1999[14]
- Crafoordpriset i geovetenskap,  2010[15]
- Royal Society Bakerian Medal
- Captain Robert Dexter Conrad Award

[Redigera Wikidata]